# 香港立法局
香港立法局（英語：Legislative Council of Hong Kong），簡稱立法局（Legislative Council、縮寫： / ），是英屬香港的立法機關，專門負責監察香港政府的施政，並定期審閱由港督提交的施政報告。

## 沿革

### 開埠初期
香港自1841年成為英国殖民地後，得到維多利亞女皇頒布《英皇制誥》，是為首部憲制法律文件。該憲章訂定成立定例局，授權「在任的總督……在取得立法局的意見後……制定及通過為維持香港的和平、秩序及良好管治……而不時需要的所有法律及條例」。作為香港首個立法機關，定例局由政府三司的當然議員、政府官員出任的官守議員（即正在擔任某種官職之意）及民間人士出任的非官守議員組成。除了當然議員以外，其餘成員皆由總督委任。
1843年8月，第一任總督砵甸乍宣佈委任官守議員加入定例局。三名官守議員分別為莊士敦（前護理行政官）、摩理臣（商務總監中文秘書兼傳譯員）及威廉·堅（首席裁判司）。
1844年1月11日，定例局舉行首次會議。1844年2月26日，通過首條香港法例。1845年3月7日，定例局根據《1843年皇室訓令》第6條，制定並通過首份《香港立法機關會議規則及常規》。
1850年，委任怡和洋行股東大衛·渣甸及哲美森洋行老闆艾德格出任首兩名非官守議員。1857年，增委兩名官守議員及一名非官守議員。1884年，擴大立法局的成員人數至7名官守議員及5名非官守議員，其中包括1名華裔議員伍才（又名伍廷芳）。1896年，進一步擴大立法局的成員人數至8名官守議員及6名非官守議員。1929年，立法局共有10名官守議員及8名非官守議員，其中包括3名華人及1名葡裔人士。
1917年，立法局頒布首份針對1843年版本的修訂文件，其文本於「的意見」之後加入「及同意」等重要字眼。
1941年，由於日本出兵佔領香港，立法局無限期休會至1946年。

### 二戰後
1960年代，香港經歷文化大革命引發的六七暴動，英屬香港政府一方面推出香港節等文化活動安撫民心，另一方面也籌備代議政制，使市民有參與政制的機會。
1964年，行政局與立法局之非官守議員設立兩局非官守議員辦事處，與申訴專員相似；辦事處處理公眾人士之投訴與請願，處理事件之數目由平均每月19宗增至每月200餘宗，1970年8月辦事處擴展，增加辦事人數；除處理投訴和請願外，社會人士更可通過辦事處對時事發表意見；辦事處接獲對立法草案之評論，由非官守議員於立法程序中考慮，故法案於委員會討論期間經常有修改:5。
1965年，分區接見市民制度成立，市政局議員藉此14個分區接見市民辦事處經常與社會人士接觸，成為徵集輿論重要途徑之一；社會人士可以在此會見1名市政局議員，提出疑難與之相討，或獲知市政局政策或措施之大概；辦事處處理之個案主要關於小販問題、公共設備及房屋:6。
1967年，立法局成員人數增至26名，官守和非官守議員各佔13名。1973年，立法局人數增至46名。1976年，立法局共有最多可達23名的官守議員（包括5名當然議員），以及23名非官守議員。1980年，立法局人數增至50名。

### 關於前途問題
最低限度在本質上，香港立法局非官守議員之職責卻與許多其他立法組織之非官守議員顯著不同；麥理浩曾於1975年評述（摘錄一九七五至七六年香港立法局會議錄第44至45頁）：「立法局議員在處理某些問題時，可直接要求翻閲政府的機密檔案，這是慣常的做法……他們積極合作，擬訂法例，並經常主動參與各項事務，影響政府決策……他們必須具有豐富的經驗才能勝任，在會議席上各抒己見，就不同的問題，發表反對、贊成或具建設性的意見。……本港由於情況所限，並無設立民選議席，有鑑於此，議員本其觀察所得，思考、策劃或提出某些決策時，不應取易捨難，祇顧及部分人士、個別團體、某種行業、某個地區或階層的利益，而應以整個社會的利益為出發點。」:10香港立法局會議中，從來沒有「可恥」、「下台」等激烈之言辭；有些旁觀者會探問原因何在，部分人士則自行揣測，以致妄下結論；其中原因之一無疑與香港之諮詢制度有莫大關係；一項計劃之初稿，首先經初步討論，然後向各有關區議會、諮詢委員會、壓力團體、政府部門、商會、貿易組織、社會福利機構、同鄉會或職工會徵詢意見，最後則由行政局討論，期間有關方案經再三修訂、琢磨、刪改甚至重擬，增刪部分內容，及至最後以法案形式呈交立法局議決時，即使內容仍有引起爭論之處，但最低限度不會導致市民不滿，引起示威行動:10。至此，審議階段尚未完結，香港立法局部分最重要之工作，並非公開進行，而是在行政及立法兩局非官守議員辦事處舉行之閉門會議；非官守議員於辦事處內接見各方面之代表，聽取他們對某些法案之意見，然後仔細研究法案之要義及細則，於立法局閉門會議中，就如何修訂這些法案，與有關之官守議員討論；在討論時候，或許會有激烈之辯論，但在一般情況下，倘若到最後階段時，有關方面能提出合理之理由，則非官守議員亦不會堅持要求修訂；又倘若於閉門會議之最後階段，大部分非官守議員仍反對某項法案或某些條款，則政府亦不會堅持保留該等法案及條款；官守議員及非官守議員之共同目標，是在立法工作方面，作出最明智之決定及爭取最佳之成果，而並非為私人之利益或提高個人之政治聲望，更不是利用公眾對有關法案之關注來自我宣傳；公開辯論之習慣在香港並不盛行:10-11。
1982年，尤德首次在立法局會議席上發表其每年香港施政報告時，將政府未來的經濟政策概述如下：「在本人檢討政府各項工作時，各位議員當會覺察到一點，就是政府的宗旨和目標將會維持不變……（在經濟方面）……政府的……目標，是避免對工商及金融界進行干預，盡量讓他們在本港及世界市場自由競爭，祇有在特別情況下，例如正常業務受到干擾，勞動人口得不到公平待遇，或本港聲譽受到損害，政府才會插手管理。在較積極的一方面，政府的目標是提供適當的基本建設及環境，讓工商界人士可以大量採用先進技術及維持良好的勞資關係，他們祗要肯發揮進取精神，努力不懈，便可獲得應得的酬勞。祇有這樣，本港經濟才能不斷適應，繼續欣欣向榮。」:3
| 年份 | 總督及當然官守議員 （按次序排名）                     | 其他官守議員 不多於 | 總督委任 非官守議員 不多於 |
| ---- | ----------------------------------------------------- | ------------------- | -------------------------- |
| 1917 | 總督 駐港英軍高級軍官 輔政司 律政司 庫務司            | 3                   | 6                          |
| 1928 | 總督 駐港英軍高級軍官 輔政司 律政司 華民政務司 庫務司 | 4                   | 8                          |
| 1938 | 總督 駐港英軍高級軍官 輔政司 律政司 華民政務司 財政司 | 4                   | 8                          |
| 1964 | 總督 駐港英軍高級軍官 輔政司 律政司 華民政務司 財政司 | 7                   | 13                         |
| 1965 | 總督 輔政司 律政司 華民政務司 財政司                  | 8                   | 13                         |
| 1969 | 總督 輔政司 律政司 民政司 財政司                      | 8                   | 13                         |
| 1972 | 總督 輔政司 律政司 民政司 財政司                      | 10                  | 15                         |
| 1976 | 總督 布政司 律政司 民政司 財政司                      | 18                  | 23                         |
| 1977 | 總督 布政司 律政司 民政司 財政司                      | 20                  | 25                         |
| 1980 | 總督 布政司 律政司 民政司 財政司                      | 22                  | 27                         |
| 1983 | 總督 布政司 律政司 財政司                             | 25                  | 29                         |
| 1984 | 總督 布政司 律政司 財政司                             | 25                  | 32                         |

## 主權移交前發展代議政制及民主化
1984年，政府推出《代議政制綠皮書》，詳列立法局民主化的過程，正式就立法局引入民選議席諮詢公眾。
1985年10月30日起，立法局搬到位於中環的舊最高法院大樓進行首次會議，港督尤德作施政報告。新當選的立法局議員打破常例，以廣東話宣誓，效忠香港市民。
同年首次推行間接選舉。立法局舉行有史以來首次選舉後，共有11名官守議員（包括四名當然議員），以及46名非官守議員，其中22人由總督委任，12人由功能組別選出，1人由全體市政局議員推選，1人由全體區域市政局議員推選，另外10人由各區全體區議員組成的選舉團選出。1985年，通過《立法局（權力及特權）條例》，大大提高立法局的權力。
1986年立法局共有57名議員，7個官守議員，由政務司到運輸司；22名非官守議員，大部分為各界頭面人物，如銀行家、生意人、公益贊助人，全由港督委任；另外24名議員由團體或功能組別推選產生，接近代議政制:256。
其後，當時不少民主派要求政府推行「八八直選」，即是在1988年引入直接選舉議席。最後政府推出《代議政制白皮書》，把首次直選的時間訂於1991年。同年增設兩名由功能組別選出的議員，以取代兩個委任議席。
1991年《香港人權法案條例》通過後，國際法律家委員會訪港後曾指出，功能組別或抵觸人權法中「選舉權必須普及而平等」的條文，英屬香港政府當時強調功能組別是過渡安排，以取代港督委任議員的做法，強調其臨時性質，長遠而言由《基本法》第68條規定終極目標是特區立法會所有議員由普選產生。
1991年，立法局成員人數增至60名，仍包括4名當然官守議員 (總督、布政司、財政司及律政司)。為使議員盡早適應香港主權移交後立法會由非官方人士出任主席的運作模式，時任總督衛奕信委任施偉賢為副主席，代替其主持會議, 另委任16名議員。 其餘議員中，21人由功能組別選出，18人則由全港9個地方選區以直接選舉方式各選出2人。 衛奕信雖仍為主席, 但除於10月9日的首次會議發表施政報告及於1992年7月離任前作告別演說外, 不出席會議, 故每次全體大會最多59人列席。當贊成及反對議案的議員數目相同時，副主席才投票決定通過或否決議案。
1990年4月23日，由多個民主派團體組織而成的香港首個政黨——香港民主同盟（港同盟）成立，即民主黨前身。1991年，立法局部分議席第一次由直選產生，民主派大獲全勝，港同盟成為第一大黨。
民主派進入立法局後，立法局內部分支持英屬香港政府的非官守議員為對抗民主派，成立了「啟聯資源中心」，即自由黨的前身。1992年7月10日，香港的傳統親中陣營正式組建政黨——民主建港聯盟（民建聯）。

### 彭定康政改方案及終止「直通車」
英國政治人物、最後一任香港總督彭定康於1992年上任，在其任內首份施政報告中推出政改方案，建議1995年的最後一屆立法局選舉增加民主成份，增加直選議席外，又新增九個功能組別（即新九組）。中華人民共和國政府對此非常不滿，中華人民共和國國務院港澳事務辦公室主任魯平斥責彭定康是「香港歷史上的『千古罪人』」，並且宣佈終止「直通車」（即原來中英雙方協議，最後一屆立法局議員可以全數過渡成為香港特別行政區第一屆立法會議員至2000年)。 彭定康其後亦宣布由1993年起不再兼任立法局主席。
1996年7月开始，立法局主席黃宏發开始以粤语主持会议，成為首位以粵語主持會議的香港立法機關主席。
隨後，中华人民共和国政府方面決定「另起爐灶」，在香港特別行政區籌備委員會之下成立預備工作委員會，於1996年成立臨時立法會。由於被英屬香港政府視為非法組織，臨立會於1997年1月25日在深圳召開首次會議，直至1997年7月1日香港特別行政區成立後，才在香港舉行會議。
1997年6月28日，最後一任立法局主席黃宏發宣佈「本局休會，待續無期。I now adjourn the Council, sine die.」，1997年6月30日午夜后，立法局正式成為歷史。

## 誓詞
於1985年前，由於全部香港立法局議員皆由港督委任，故就職時必須進行「效忠宣誓」。
「效忠宣誓」（Oath of Allegiance）誓詞如下（以1952年3月起的伊利沙伯二世時期爲例）：
本人，XXX，謹遵法律宣誓：本人必竭誠向女皇伊利沙伯二世陛下及其繼位人效忠，此誓。
I, XXX, swear that I will be faithful and bear true allegiance to Her Majesty Queen Elizabeth the Second, Her Heirs and Successors, according to law. So help me God.
因應自1985年起有部份議員將由選舉產生，政府當時修改宣誓條例，使立法局議員宣誓就職時可選擇「效忠宣誓」（宣誓效忠英國君主）或「立法局宣誓」（宣誓效忠香港市民）。

「立法局宣誓」（Legislative Council Oath）誓詞如下：
本人，XXX，謹此宣誓：本人必定維護香港法律，並且必定以立法局議員身份，衷誠而確實為香港市民效力。此誓。
I, XXX, swear that I will uphold the law of Hong Kong, and that I will conscientiously and truly serve the people of Hong Kong as a member of the Legislative Council. So help me God.

## 會議場地
香港立法機關在英治時期的會議場地沿革如下：
- 香港總督官邸
  - 莊士敦樓（1843至1846年）
  - 堅道總督官邸（1846至1855年）
  - 香港總督府（現香港禮賓府）（1855至1930年代）
- 布政司署原址
  - 中區政府合署舊址（1930年代至1941年、1945至1957年）
  - 中區政府合署（1957至1985年）
- 立法局大樓（前香港最高法院大樓）（1985至1997年）

- 香港主權移交前的立法局主席專座，原為海事監督的座椅，刻有聖愛德華皇冠及船錨圖案，現藏於香港歷史博物館。
- 香港主權移交後的立法會主席專座。

## 主席
1993年前，作為議長的立法局主席（President of the Legislative Council）由香港總督兼任。1993年，總督彭定康不再出任立法局議員，並於2月將立法局主席一職移交一位由全體非官方議員互選出來的議員擔任，並由施偉賢當選首任立法局主席。自此，立法局設立選任主席一職，由議員互選產生，承沿至今。

## 組織

### 委員會

#### 內務委員會
立法局設有內務委員會，由立法局主席以外的全體議員組成；內務委員會的主席和副主席由各成員互選產生，並為立法局當然代理主席，於立法局主席無法執行職務或缺席會議代行其職務。
內務委員會負責統籌立法局及其轄下大多數委員會的事務。立法局會期內，內務委員會每星期舉行會議一次，其議程通常包括下列項目：就提交立法局的條例草案和附屬法例而擬備的報告、議員擬向政府提出的問題、將舉行辯論的動議和條例草案，以及公眾關注的或涉及立法局事務的任何其他事項。
內務委員會可委出條例草案審議委員會，以便審議條例草案，亦可委出小組委員會，審議某些附屬法例及公眾關注的事項。

#### 常設委員會
立法會轄下有3個常設委員會，分別是財務委員會、政府帳目委員會及議員個人利益委員會。
財務委員會：簡稱財委會，為香港立法局歷史最悠久的委員會，由立法局主席以外的全體議員組成，各成員互選主席及副主席各一名，是立法會常設委員會中最重要的委員會。於1995年之前，財政司為當然財務委員會主席，布政司亦為當然成員；自1995年起立法局不再存在官守議員後，主席改由成員互選產生。財務委員會負責詳細審查公共開支，成員於每年三月舉行特別會議，審核財政司提交的下一財政年度的開支預算草案，並在十月至七月間定期舉行會議，考慮要求更改經核准預算的申請，或審悉新政策對財政的影響。該等會議均公開進行。
財務委員會轄下有兩個小組委員會，即人事編制小組委員會及工務小組委員會，兩小組委員會均舉行公開會議。
- 人事編制小組委員會負責審核有關開設、重行調配及刪除首長級常額及增設人員職位，開設為期超過12個月的首長級顧問職位以及更改公務員各職級和職系架構（包括薪級、新職系及職級）等提議，並就此等事宜向財務委員會提出建議。該小組委員會亦向財務委員會報告公務員人數與開支，以及各部門的人事編制變動。
- 工務小組委員會負責就工務計劃內的工程提升為甲級，或由甲級降至較低級別事宜，或就已列為甲級工程的項目在規模及／或經批准的工程預算費用上的改變，向財務委員會提出建議。

政府帳目委員會：簡稱帳委會，負責確保一切公共帳項均按撥款目的而開銷，所有支出均屬物有所值，同時確保政府在財務管理方面嚴正不苟。
政府帳目委員會成員包括一名主席和6名由立法局主席委派的議員。委員會負責審議核數署署長就政府周年帳目結算表提交的審核報告，亦研究有關核數署署長的工作表現及該署長所進行的衡工量值式核數工作。
在研究核數署署長的報告所提出的問題時，政府帳目委員會可能邀請某些開支項目的管制人員出席公開聆訊，以便提出證供。其後委員會按聆訊結果擬備報告，在核數署署長呈遞有關報告後3個月內提交立法局審議。
政府對帳目委員會報告的反應，詳載於政府覆文中。該覆文闡明政府為施行帳目委員會的建議而採取的措施，或解釋政府為何不接納有關建議。政府帳目委員會向立法局提交報告書後3個月內，該份政府覆文亦提交立法局省覽。
議員個人利益委員會：成員包括一名主席和6名委員，負責研究編製、備存及查閱議員利益關係登記冊的安排。委員會亦審議與議員申報利益有關的事項、研究議員應有的道德操守，以及就議員利益事宜提出建議。

#### 事務委員會
立法局設有18個事務委員會，負責監察及審議政府政策及公眾關注的事項：
除立法局主席外，各議員可加入任何事務委員會。每個事務委員會的主席及副主席均由其成員互選產生。事務委員會可研究任何涉及所關注政策範圍的事項。在進行討論時，事務委員會可邀請政府高級官員及社會各界代表出席會議，就審議的事項提供資料。事務委員會或會撮述審議結果，並向內務委員會提交報告，就重要事項作出建議。如有需要，亦會將報告提交立法局省覽。例如1995年，司法及法律事務委員會曾就裕民財務案外判費用事宜進行研究，以及在公帑成本控制方面提出一連串建議。
事務委員會可成立小組委員會，研究某些特別事項。例如1995年，規劃地政及工程事務委員會曾就成立小組委員會，監察政府擬定法例規管長洲黃維則堂與長洲土地分租戶之間關係的工作進展。
| 事務委員會                     | 相關部門／政策科／資源科 |
| ------------------------------ | ------------------------ |
| 司法及法律事務委員會           | 律政署                   |
| 文康廣播事務委員會             | 文康廣播科               |
| 憲制事務委員會                 | 憲制事務科               |
| 經濟事務委員會                 | 經濟科                   |
| 教育事務委員會                 | 教育統籌科               |
| 環境事務委員會                 | 規劃環境地政科           |
| 財經事務委員會                 | 財經事務科               |
| 衞生事務委員會                 | 衛生福利科               |
| 民政事務委員會                 | 政務科                   |
| 房屋事務委員會                 | 房屋科                   |
| 資訊政策事務委員會             | 政務科                   |
| 人力事務委員會                 | 教育統籌科               |
| 規劃地政及工程事務委員會       | 規劃環境地政科工務科     |
| 公務員及資助機構員工事務委員會 | 公務員事務科             |
| 保安事務委員會                 | 保安科                   |
| 貿易及工業事務委員會           | 工商科                   |
| 交通事務委員會                 | 運輸科                   |
| 福利事務委員會                 | 衛生福利科               |

#### 條例草案審議委員會
內務委員會可以成立條例草案審議委員會、對任何條例草案進行詳細審議，但撥款條例草案及其他根據《立法局會議常規》毋須轉交內務委員會處理的條例草案，則屬例外。
條例草案審議委員會負責審議條例草案的原則及詳細條文 ，考慮草案的優劣，並可研究與草案有關的修定建議。為方便履行其職能，審議委員會亦可委任小組委員會加以協助。條例草案審議委員會在完成審議草案的工作後，便向內務委員會提交報告。當有關的草案獲立法局通過、或經內務委員會作出決定，條例草案審議委員會即告解散。
每個條例草案審議委員會須由不少於三名議員組成，其中包括主席在內。當內務委員會會議將某項條例草案分派予條例草案審議委員會處理時，議員可於席上以舉手方式表示參加該條例草案審議委員會，亦可於該條例草案審議委員會舉行首次會議前的既定限期內，將回條交回祕書處，以示參加。
負責研究附屬法例，由政府動議或命令的條例草案審議委員會及內務委員會轄下的小組委員會，在同一期間內運作的數目應限為十八個。倘有超逾十八個條例草案審議委員會及小組委員會成立，輪候制度便會自動開始實施。

#### 專責事務委員會
立法局可委出專責事務委員會，負責深入研究事項或詳細審議條例草案。成立專責委員會的目的，是讓議員透過小組形式，研究某些複雜問題，並向立法局報告研究結果和提交建議。除非專責委員會另有決定，否則其會議通常閉門進行。所有專責委員會均在向立法會提交報告後或立法局會期完結時解散。
1994年10月，立法局決定委出專責事務委員會，負責調查該年較早時發生的觀龍樓護土牆崩塌事件和有關問題。該專責委員會完成工作後，已於1995年7月向立法局提交報告。
立法局及其常設委員會亦有權引用香港法例第382章《立法局（權力及特權）條例》（又稱權力及特權法）：當有議員對某些事件提出調查的議案獲得動議，立法局會成立專責事務委員會或賦權轄下委員會就動議作出調查，並在完成工作後須盡快向立法局彙報。
而根據權力及特權法第10條《以傳票通知列席》以及第12（6）條列明，立法局主席有權簽署手令並飭令任何警務人員拘捕涉案人員，並於指定時間押解他到立法局作供，故證人／涉案人士必須出席。

### 編制
立法局行政管理委員會，簡稱行管會，是獨立的法定團體，在督導秘書處的工作上享有財政及管理方面的自主權。由立法局主席擔任當然主席，成員包括10名立法局議員。
行政管理委員會行管會的執行機關為立法局秘書處，由立法局秘書長領導。根據行管會的指示，立法局秘書處為立法局提供行政支援及服務。秘書處為議員提供廣泛的支援服務，包括為立法局及各委員會的會議提供秘書服務、法律服務、專責研究支援、圖書館服務、翻譯服務及公共資訊支援。議員透過倫敦的代表辦事處，得知英國政界的最新發展。該辦事處亦使英國有言論影響力人士能更深入了解香港的主要問題。

#### 立法局秘書長
立法局秘書長是秘書處的行政首長、立法局主席議事程序事宜方面的首席顧問，職級等同首長級公務員第六級。負責統率及督導秘書處職員為立法局工作提供支援，並管理立法局大樓各項設施及服務。秘書長亦是行政管理委員會用以履行職能的公帑撥款的管制人員，按照適用的相關財務規例，執行立法局議員酬金及工作開支償還款額制度。
歷任秘書長如下：
- 馮載祥（1994年－1997年6月30日）

## 立法局議員列表
1995 立法局議員（最後一屆）：
民主派取得31席，保守派獲得18席，親中建制派獲得11席。
| 地區直選、功能組別名稱       | 姓名     | 所屬政黨 | 所屬政黨           | 所屬派系 | 備註       |
| ---------------------------- | -------- | -------- | ------------------ | -------- | ---------- |
| 港島中                       | 陸恭蕙   |          | 獨立               | 民主派   |            |
| 港島東                       | 李柱銘   |          | 民主黨             | 民主派   | 民主黨主席 |
| 港島南                       | 楊森     |          | 民主黨             | 民主派   |            |
| 港島西                       | 黃震遐   |          | 民主黨             | 民主派   |            |
| 九龍中                       | 廖成利   |          | 香港民主民生協進會 | 民主派   |            |
| 九龍東北                     | 陳婉嫻   |          | 工聯會             | 親中派   |            |
| 九龍東                       | 司徒華   |          | 民主黨             | 民主派   |            |
| 九龍東南                     | 李華明   |          | 民主黨             | 民主派   |            |
| 九龍南                       | 劉千石   |          | 民主黨             | 民主派   |            |
| 九龍西南                     | 涂謹申   |          | 民主黨             | 民主派   |            |
| 九龍西                       | 馮檢基   |          | 香港民主民生協進會 | 民主派   | 民協主席   |
| 新界中                       | 陳偉業   |          | 民主黨             | 民主派   |            |
| 新界東北                     | 李鵬飛   |          | 自由黨             | 保守派   | 自由黨主席 |
| 新界北                       | 張漢忠   |          | 民建聯             | 親中派   |            |
| 新界西北                     | 黃偉賢   |          | 民主黨             | 民主派   |            |
| 新界東                       | 劉慧卿   |          | 獨立               | 民主派   |            |
| 新界東南                     | 黃宏發   |          | 獨立               | 民主派   | 立法局主席 |
| 新界西南                     | 李永達   |          | 民主黨             | 民主派   |            |
| 新界西                       | 何俊仁   |          | 民主黨             | 民主派   |            |
| 新界南                       | 單仲偕   |          | 民主黨             | 民主派   |            |
| 選舉委員會                   | 葉國謙   |          | 民建聯             | 親中派   |            |
| 選舉委員會                   | 陳鑑林   |          | 民建聯             | 親中派   |            |
| 選舉委員會                   | 蔡根培   |          | 公民力量           | 親中派   |            |
| 選舉委員會                   | 羅叔清   |          | 獨立               | 親中派   |            |
| 選舉委員會                   | 劉漢銓   |          | 港進聯             | 親中派   |            |
| 選舉委員會                   | 朱幼麟   |          | 香港自由民主聯會   | 親中派   |            |
| 選舉委員會                   | 謝永齡   |          | 民主黨             | 民主派   |            |
| 選舉委員會                   | 張炳良   |          | 民主黨             | 民主派   |            |
| 選舉委員會                   | 廖成利   |          | 香港民主民生協進會 | 民主派   |            |
| 選舉委員會                   | 羅祥國   |          | 香港民主民生協進會 | 民主派   |            |
| 商界(第一)                   | 鄭明訓   |          | 獨立               | 親中派   |            |
| 商界(第二)                   | 黃宜弘   |          | 新香港聯盟         | 親中派   |            |
| 工業界(第一)                 | 田北俊   |          | 自由黨             | 保守派   |            |
| 工業界(第二)                 | 倪少傑   |          | 自由黨             | 保守派   |            |
| 金融界                       | 李國寶   |          | 獨立               | 親中派   |            |
| 旅遊界                       | 楊孝華   |          | 自由黨             | 保守派   |            |
| 批發及零售界                 | 周梁淑儀 |          | 自由黨             | 保守派   |            |
| 醫學界                       | 梁智鴻   |          | 獨立               | 保守派   |            |
| 法律界                       | 吳靄儀   |          | 獨立               | 民主派   |            |
| 會計界                       | 李家祥   |          | 獨立               | 保守派   |            |
| 進出口界                     | 唐英年   |          | 自由黨             | 保守派   |            |
| 運輸及通訊界                 | 劉健儀   |          | 自由黨             | 保守派   |            |
| 勞工界                       | 李啟明   |          | 港九勞工社團聯會   | 親中派   |            |
| 勞工界                       | 鄭耀棠   |          | 工聯會             | 親中派   |            |
| 教育界                       | 張文光   |          | 民主黨             | 民主派   |            |
| 建築、測量及都市規劃界       | 何承天   |          | 自由黨             | 保守派   |            |
| 工程界                       | 黃秉愧   |          | 獨立               | 保守派   |            |
| 地產及建造界                 | 夏佳理   |          | 自由黨             | 保守派   |            |
| 製造界                       | 李卓人   |          | 香港職工會聯盟     | 民主派   |            |
| 金融服務界                   | 詹培忠   |          | 獨立               | 親中派   |            |
| 金融、保險、地產及商業服務界 | 鄭家富   |          | 民主黨             | 民主派   |            |
| 酒店及飲食界                 | 陳榮燦   |          | 民建聯             | 親中派   |            |
| 紡織及製衣界                 | 梁耀忠   |          | 街坊工友服務處     | 民主派   |            |
| 衛生服務界                   | 何敏嘉   |          | 民主黨             | 民主派   |            |
| 社會福利界                   | 羅致光   |          | 民主黨             | 民主派   |            |
| 漁農、礦產、能源及建造界     | 曾健成   |          | 民主黨             | 民主派   |            |
| 公共、社會及個人服務界       | 黃錢其濂 |          | 獨立               | 民主派   |            |
| 市政局                       | 莫應帆   |          | 香港民主民生協進會 | 民主派   |            |
| 區域市政局                   | 顏錦全   |          | 民建聯             | 親中派   |            |
| 鄉事界                       | 劉皇發   |          | 自由黨             | 保守派   |            |

## 選舉及補選列表
| 屆別                           | 選舉                                   | 投票日                         | 備註 |
| 地方選區（間接選舉）／功能界別 | 地方選區（間接選舉）／功能界別         | 地方選區（間接選舉）／功能界別 | 地方選區（間接選舉）／功能界別 |
| ------------------------------ | -------------------------------------- | ------------------------------ | --- |
| 1985-1988                      | 1985年立法局選舉                       | 1985年9月26日                  | 因候選人自動當選而不需進行投票的功能界別：臨時區域議局、商界（第二）、工業界（第一）、勞工界（第一）。 |
| 1985-1988                      | 1985年立法局區域市政局功能界別補選     | 1986年6月5日                   | 因候選人自動當選而不需進行投票。 |
| 1988-1991                      | 1988年立法局選舉                       | 1988年9月22日                  | - 因候選人自動當選而不需進行投票的選舉團：九龍城、深水埗、市政局。 - 因候選人自動當選而不需進行投票的功能界別：商界（第一）；工業界（第一）；工業界（第二）；勞工界（第一）；金融界；社會服務界；教學界；法律界；工程、建築、測量及都市規劃界。 |
| 地方選區（直接選舉）／功能界別 |                                        |                                | |
| 1991-1995                      | 1991年立法局功能界別選舉               | 1991年9月12日                  | 因候選人自動當選而不需進行投票的功能界別：商界（第二）、工業界（第一）、地產及建造界、會計界、社會服務界、衛生界、醫學界、金融界、勞工界、市政局、鄉事界。                                                                                      |
| 1991-1995                      | 1991年立法局地方選區選舉               | 1991年9月15日                  | |
| 1991-1995                      | 1991年立法局新界西地方選區補選         | 1991年12月8日                  | |
| 1991-1995                      | 1991年立法局新界西地方選區補選         | 1992年8月30日                  | |
| 1991-1995                      | 1991年立法局工業界（第一）功能界別補選 | 1993年7月15日                  | 因候選人自動當選而不需進行投票。 |
| 1991-1995                      | 1993年立法局區域市政局功能界別補選     | 1993年7月28日                  | |
| 1991-1995                      | 1995年立法局九龍中地方選區補選         | 1995年3月5日                   | 因候選人自動當選而不需進行投票。 |
| 1995-1997                      | 1995年立法局選舉                       | 1995年9月17日                  | 因候選人自動當選而不需進行投票的功能界別：商界（第一）；商界（第二）；工業界（第一）；工業界（第二）；金融界；建築、測量及都市規劃界；地產及建造界；市政局；鄉事界。                                                                            |

## 另見
- 香港政治
- 香港立法會
- 臨時立法會
- 澳門立法會